# ETIAS
Европейската система за информация за пътуванията и разрешаването им (ETIAS) е изискване за влизане, въведено от Европейския съюз за граждани на държави, освободени от изискването за виза, които пътуват до Шенгенското пространство и Кипър.
ETIAS е подобна на други електронни системи за разрешаване на пътувания като тези, въведени от Австралия, Канада, Нова Зеландия и Съединените щати, и тази, планирана от Обединеното кралство.
Очаква се ETIAS да се въведе от 2025 г. В началото на прилагането ще има преходен и гратисен период от по съответно шест месеца.

## Хронология
Идеята за електронна система за разрешаване на пътувания е предложена за първи път от Европейската комисия през 2016 г. ETIAS е установена с Регламент (ЕС) 2018/1240 на Европейския парламент и на Съвета от 12 септември 2018 г.

## Географски обхват

### Европейски държави, които изискват ETIAS
30 европейски държави ще изискват от пътуващите, освободени от изискването за виза, да имат разрешение за пътуване по ETIAS. Те са, както следва:
- Австрия
- Белгия
- България
- Хърватия
- Кипър
- Чехия
- Дания
- Естония
- Финландия
- Франция
- Германия
- Гърция
- Унгария
- Исландия
- Испания
- Италия
- Латвия
- Лихтенщайн
- Литва
- Люксембург
- Малта
- Нидерландия
- Норвегия
- Полша
- Португалия
- Румъния
- Словакия
- Словения
- Швеция
- Швейцария

### Допустими националности
Гражданите на освободени от изискването за виза държави и територии, които не са членки на ЕС, трябва да кандидатстват за разрешение за пътуване по ETIAS. Те са, както следва:
- Албания
- Антигуа и Барбуда
- Аржентина
- Австралия
- Бахамски острови
- Барбадос
- Босна и Херцеговина
- Бразилия
- Бруней
- Канада
- Чили
- Колумбия
- Коста Рика
- Доминика
- Салвадор
- Грузия
- Гренада
- Гватемала
- Хондурас
- Хонконг
- Израел
- Япония
- Кирибати
- Макао
- Малайзия
- Маршалови острови
- Мавриций
- Мексико
- Микронезия
- Молдова
- Черна гора
- Нова Зеландия
- Никарагуа
- Северна Македония
- Палау
- Панама
- Парагвай
- Перу
- Сейнт Китс и Невис
- Сейнт Лусия
- Сейнт Винсент и Гренадини
- Самоа
- Сърбия
- Сейшелски острови
- Сингапур
- Соломонови острови
- Южна Корея
- Тайван
- Източен Тимор
- Тонга
- Тринидад и Тобаго
- Тувалу
- Украйна
- Обединени арабски емирства
- Великобритания
- САЩ
- Уругвай
- Венецуела

## Кандидатстване за ETIAS
Пътуващите без виза ще трябва да попълнят онлайн формуляр за кандидатстване, като използват официалния уебсайт на ETIAS или официалното мобилно приложение.
Подаването на заявление за разрешение за пътуване ETIAS ще струва 7 евро. Кандидатите, които са на възраст под 18 или над 70 години, са освободени от това плащане. Членовете на семейството на граждани на ЕС или на граждани на държави извън ЕС, които имат право да се движат свободно в целия Европейски съюз, също са освободени от таксата за кандидатстване.
По-голямата част от заявленията до ETIAS се очаква да бъдат обработени в рамките на минути. В някои случаи процесът може да отнеме до 14 дни, ако от кандидата бъде поискано да предостави допълнителна информация или документация в подкрепа на заявлението си, или до 30 дни, ако бъде поканен на събеседване.
Разрешението за пътуване от ETIAS ще бъде свързано с паспорта на пътуващия. То е валидно за срок до 3 години или до изтичане на срока на валидност на паспорта, използван при подаване на заявлението, според това кое от двете събития настъпи по-рано. Ако пътуващият си смени паспорта, той ще трябва да получи ново разрешение за пътуване по ETIAS.
С валидно разрешение за пътуване по ETIAS пътниците, които са освободени от визи, могат да влизат на територията на 30-те европейски държави толкова често, колкото желаят, за краткосрочен престой – обикновено за не повече от 90 дни през всеки 180-дневен период. Разрешението обаче не гарантира допускане. При пристигане на границата граничният служител ще поиска да да види паспорта и другите документи на пътниците и да провери дали те отговарят на условията за влизане, определени в Кодекса на шенгенските граници.
Заявителите ще имат право да обжалват, ако разрешението по ETIAS бъде отказано, отнето или анулирано. Обжалванията ще се разглеждат от съответните органи на европейските държави, които изискват ETIAS.
ЕС предупреждава пътуващите за неофициалните уебсайтове, посветени на ETIAS, като посочва, че макар някои от тези уебсайтове да се управляват от добросъвестни компании, други може да действат недобросъвестно.